# 李喜真
李喜真（韓語：이희진，1983年5月24日—），是一位曾在台灣發展的韓國籍女藝人。

## 演藝生涯
2001年，台灣導演王獻篪為聯合利華拍攝旁氏洗面乳廣告赴韓國選角，發掘首次參加廣告試鏡的李喜真；在試鏡中李喜真沒有被選中，王獻篪仍與她簽下十年的演藝合約，並邀請她到台灣發展。李喜真在接受經紀公司一年多的訓練之後，首次作爲演員演出電視劇《極速青春》，並未引起關注。之後，她在台灣持續擔任電視廣告的模特兒，在2003年以金車大塚公司的氣泡飲料「微舒打」電視廣告獲觀衆注意；與此同時，李開始以來賓身份活躍於許多綜藝節目。
2004年，李喜真先後在電視劇《米迦勒之舞》和《我的寵物老公》中演出女主角，在為《我的寵物老公》宣傳的過程中，她與該劇男主角黃志瑋的不和之說被擺上臺面，之後兩人通過新聞媒體互相指責，引起非議。風波過後，她表示自己將於2004年9月底暫別台灣演藝圈；之後她再無演出，形同退出演藝圈。李喜真曾在專訪中表示自己的父親是韓國工程公司的老闆，身爲家中的獨生女，她需回到韓國繼承家業。

## 演出作品

### 電視劇
- 2002年：台視《極速青春》飾演 小瞳[2]
- 2003年：台視《戀香》飾演 崔慶友[4]
- 2004年：台視《米迦勒之舞》飾演 寶貝[1]
- 2004年：東森戲劇台《我的寵物老公》飾演 李喜真[5]
- 2004年：公視《住左邊住右邊》飾演 李喜真[8]

### 主持
- 2004年：超視《超視星新聞》[9]